# Kolana
Pour l’article homonyme, voir Kolana Rock.
Genre
Kolana est un genre d'insectes lépidoptères de la famille des Lycaenidae et de la sous-famille des Theclinae présents en Amérique.

## Dénomination
Le genre a été nommé par Robert K. Robbins (d) en 2004.

## Liste des espèces
- Kolana buccina (Druce, 1907) présent au Brésil.
- Kolana ligurina (Hewitson, 1874) présent au Mexique, au Nicaragua et en Guyane.
- Kolana chlamys (Druce, 1907) présent au Paraguay.
- Kolana ergina (Hewitson, 1867) présent au Brésil et en Guyane.
- Kolana lyde (Godman & Salvin, [1887]) présent au Mexique, au Nicaragua et au Panama[1],[2].

## Répartition
Les espèces du genre Kolana sont présentes en Amérique centrale et Amérique du Sud.